# Grande migrazione afroamericana
La grande migrazione afroamericana fu il fenomeno migratorio avvenuto all'interno degli Stati Uniti che tra il 1910 e il 1970 vide lo spostamento di circa sette milioni di afroamericani dagli Stati del Sud verso quelli del Nord, Midwest e Ovest. I motivi che spinsero gli afroamericani a lasciare gli Stati del Sud per le città industriali del Nord sono legati al razzismo, alla ricerca di lavoro nelle città industriali e alla volontà di dare una migliore istruzione ai figli.
Alcuni storici distinguono due migrazioni: la grande migrazione afroamericana (1910-1940, 1,6 milioni di migranti) e la seconda grande migrazione afroamericana (1940-1970, più di 5 milioni di migranti). Molti lasciarono il Texas e la Louisiana per la California, dove c'era la possibilità di trovare lavoro nell'industria della difesa. Dal 1965-1970, da quattordici Stati del Sud, soprattutto Alabama, Louisiana e Mississippi, partirono flussi migratori verso le altre tre regioni degli Stati Uniti.

## Cause
Quando venne firmato il proclama di emancipazione nel 1863, meno dell'otto percento della popolazione afroamericana viveva nel Nordest e nel Midwest. Nel 1900, approssimativamente il novanta percento degli afroamericani risiedeva in ex Stati schiavisti. Gran parte degli afroamericani migrarono a New York, Filadelfia, Boston, Buffalo, Baltimora, Minneapolis, Detroit, Chicago, Milwaukee, St. Louis, Pittsburgh, Cincinnati e Cleveland, così come in molte piccole città industriali come Gary, Dayton, Toledo, Peoria, Omaha, Newark, Flint, Albany e altre. I migranti tendevano a comprare il biglietto ferroviario più conveniente, così, ad esempio, molti migranti del Mississippi si spostarono a Chicago.
Tra il 1910 e il 1930 il numero degli afroamericani crebbe negli Stati del Nord del venti percento, soprattutto nelle città più grandi come Chicago, Detroit, New York e Cleveland, le quali ebbero il più importante incremento di popolazione afroamericana nella prima parte del secolo. Dato che i cambiamenti demografici erano concentrati nelle città, le tensioni crebbero quando gli afroamericani e gli immigrati europei, entrambi provenienti principalmente da realtà rurali, iniziarono a competere nella ricerca del lavoro e di una casa con la classe lavoratrice statunitense bianca.
Gli afroamericani migrarono singolarmente o per piccoli gruppi famigliari, e non avevano assistenza dal governo, ma a volte le industrie del Nord assumevano manodopera. La principale causa della grande migrazione afroamericana era il clima razzista del Sud. Inoltre nel Nord c'erano scuole migliori, gli uomini adulti potevano votare (seguiti dalle donne dopo il 1920), e la nascita di nuove industrie significava che c'erano opportunità di lavoro.
Altre ragioni che spinsero gli afroamericani a lasciare gli Stati del Sud furono:
1. l'approvazione delle leggi Jim Crow;
2. la diffusione nelle piantagioni di un parassita del cotone (Anthonomus grandis) alla fine degli anni dieci, che obbligò molti mezzadri e braccianti a cercare lavoro altrove;
3. l'enorme espansione delle industrie belliche creò molti posti di lavoro soprattutto per i bianchi, i quali lasciarono i loro vecchi lavori poi occupati dagli afroamericani;
4. l'alluvione del Mississippi del 1927, che lasciò senza lavoro centinaia di migliaia di agricoltori e braccianti.

## Effetti

### Cambiamenti demografici

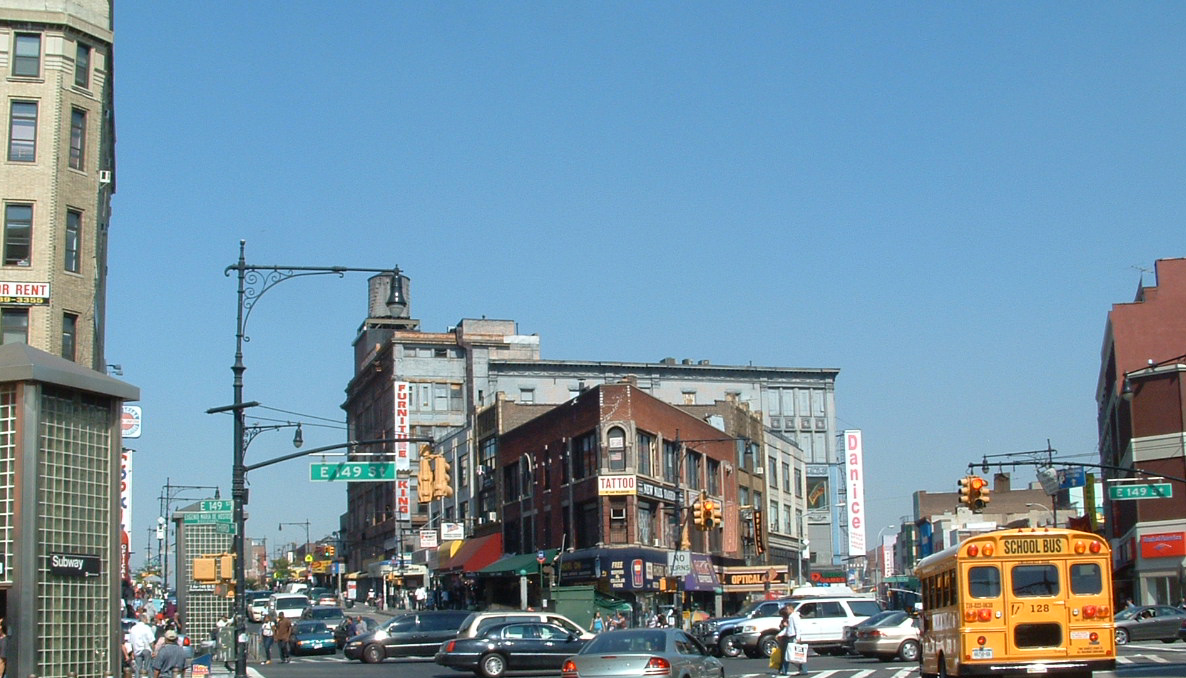
The Hub nel South Bronx, New York City. Tra il 1900 e il 1930 il numero dei residenti nel Bronx crebbe da 201000 a 1265000.

La grande migrazione afroamericana creò le prime grandi comunità afroamericane nelle città del Nord. Si stima cautamente che circa 400.000 persone lasciarono il Sud nel periodo 1916-1918 per trarre vantaggio dalla mancanza di manodopera conseguente alla prima guerra mondiale. La cultura del XX secolo di molte moderne città degli Stati Uniti venne forgiata in questo periodo.
- Nel 1910 la popolazione afroamericana di Detroit era di 6 000 abitanti, ma con l'inizio della grande depressione del 1929 crebbe fino a 120 000.
- A Chicago nel 1900 la popolazione totale era di 1 698 575 abitanti[4] Dal 1920 crebbe di oltre un milione di residenti. Durante la seconda grande migrazione (tra il 1940 e il 1960), la popolazione afroamericana della città crebbe da 278 000 a 813 000 abitanti. La South Side di Chicago era considerata la capitale nera d'America.[5]
- Altre città come St. Louis, Cleveland, Baltimora, Philadelphia e New York videro aumentare la loro popolazione afroamericana.
- Nel Sud la dipartita di centinaia di migliaia di afroamericani causò la diminuzione della percentuale della popolazione afroamericana nella maggior parte degli Stati. In Mississippi e Carolina del Sud, ad esempio, gli afroamericani erano circa il 60 percento nel 1930, e il 30 percento nel 1970.[senza fonte]

### Discriminazione e condizioni di lavoro
Mentre da un lato la grande migrazione aiutò gli afroamericani a ottenere un lavoro, avviando così una mobilità sociale, dall'altro diede vita a significative forme di discriminazione. Dato che un gran numero di afroamericani migrarono in un breve periodo di tempo, molti immigrati europei si sentirono minacciati, spaventati dal fatto che accettassero stipendi più bassi. A volte il maggior risentimento era da parte degli ultimi immigrati del XIX secolo e i primi del XX. In molte città la classe operaia cercava di difendere quelli che definiva come "propri" territori.
Nondimeno, il numero degli afroamericani impiegati nell'industria aumentò considerevolmente, soprattutto nel settore dell'acciaio, automobilistico, delle costruzioni navali e della lavorazione della carne. Tra il 1910 e il 1920 il numero di afroamericani impiegati nell'industria era quasi raddoppiato, passando da 500 000 a 901 000 lavoratori. Dopo la grande depressione, negli anni trenta e quaranta, i lavoratori dell'industria dell'acciaio e della lavorazione della carne si organizzarono in sindacati sotto il Congress of Industrial Organizations, una federazione di sindacati dell'industria statunitense e canadese. I sindacati misero fine alla segregazione in molti lavori, e gli afroamericani cominciarono a fare lavori più qualificati e posizioni di supervisione.
Una delle conseguenze del rapido aumento di migranti afroamericani ed europei fu la mancanza di alloggi, i quali erano per la maggior parte abbandonati al degrado. Diversi gruppi etnici entrarono in competizione tra di loro e cercarono di difendere i propri territori. La discriminazione spesso spinse gli afroamericani in affollati quartieri, come a Chicago, e sempre maggiore era il numero dei cittadini stabili che tendevano a spostarsi verso le nuove zone residenziali in costruzione nelle periferie. La discriminazione nell'assegnazione dei mutui e il redlining nelle aree centrali delle città limitarono l'acquisto di nuove case da parte degli afroamericani, così come la possibilità di avere un prezzo accessibile. Nel lungo periodo il National Housing Act of 1934, approvato con lo scopo di rendere più affidabile un mutuo sulla casa, contribuì a limitare la disponibilità dei prestiti nelle aree urbane, specie in quella abitate dagli afroamericani.

### Integrazione e non-integrazione
Così come gli afroamericani migrarono, questi divennero sempre più integrati nella società, vivendo più vicino agli europei americani, e il divario tra loro divenne sempre più grande. Questo periodo segnò la transizione per molti afroamericani da uno stile di vita rurale a uno stile di vita urbano.
Durante l'emigrazione spesso gli afroamericani incontrarono la discriminazione, nella quale sia i proprietari sia i venditori di case bianchi impedivano agli afroamericani di comprare casa vicino ai quartieri abitati dai bianchi. In più quando i neri si trasferirono nei quartieri bianchi, i bianchi spesso reagirono violentemente verso i loro nuovi vicini, con casi di rivolte di massa, attentati dinamitardi e anche l'omicidio. Questi fatti contribuirono a mantenere un divario razziale nel Nord, e forse ad accentuarlo. In città come Chicago e Omaha, il boom edilizio del dopoguerra ha sviluppato alloggi di periferia limitati ai bianchi. Tra la fine degli anni cinquanta e negli anni sessanta gli afroamericani erano più concentrati nei centri cittadini di qualsiasi altro gruppo etnico.
Gli immigrati afroamericani presentavano molti tratti culturali e linguistici del Sud degli Stati Uniti, creando così un senso di diversità da parte della popolazione che viveva nelle città prima del loro arrivo. Alcuni stereotipi vennero attribuiti agli afroamericani in questo periodo, spesso derivati dalla loro precedente vita contadina e dalle loro tradizioni, che erano in netto contrasto con l'ambiente urbano in cui gli afroamericani risiedevano.

## Fenomeno opposto
Da allora gli studiosi hanno notato una migrazione inversa che prese forza negli ultimi trentacinque anni del XX secolo chiamata Nuova grande migrazione afroamericana. Gran parte dei dati demografici si riferisce al periodo 1963-2000. I dati comprendono gli spostamenti degli afroamericani ritornati negli Stati del Sud in seguito alla deindustrializzazione nelle città del Nord-est e del Midwest, la crescita di posti di lavoro di alta qualità nel New South e l'aumento dell'integrazione razziale. Molte persone ritornarono nel Sud per ragioni che riguardano la famiglia e i legami di parentela. Nel periodo 1995-2000 i college di Georgia, Texas e Maryland registrarono la maggioranza dei laureati afroamericani, a differenza dei decenni precedenti in cui questo primato apparteneva alla California.